# La hora de José Mota
La hora de José Mota es un programa de televisión humorístico español presentado y protagonizado por José Mota. Se emitió en La 1 de Televisión Española desde el 9 de enero de 2009 hasta el 10 de febrero de 2012, en la noche de los viernes, con un formato de 40 minutos de duración. En la actualidad está disponible en RTVE Play. El programa consta de sketches humorísticos realizados por el presentador y sus colaboradores, en el que se parodiaban temas de la actualidad española, así como hechos de la vida cotidiana. En este programa se popularizaron personajes cómicos como El tío la Vara, Tomás Rabero, Blasa Jiménez, La vieja'l visillo y el Cansino Histórico (José Mota), el Capitán Fanegas (Goyo Jiménez) y El Aberroncho (Paco Collado). Por otro lado, en su etapa se llegó a acumular cinco especiales de fin de año, cuyas audiencias fueron unas de las más vistas del programa. El especial de Nochevieja que tuvo más audiencia fue el de 2010, con 5 596 000 (43,2%).[cita requerida]
El programa finalizó su emisión en TVE en la tercera temporada, que comenzó a emitirse el 21 de octubre de 2011, cuyo estreno fue líder de audiencia con más de cuatro millones de espectadores. Asimismo, Mota aseguró que quería seguir manteniendo el eje central del programa en la calle. Y, según el portal  Formula TV, La hora de José Mota fue uno de los productos más caros de la cadena, con casi trece mil euros por minuto, lo que equivalen a unos 491 000 euros por episodio.
En el mes de abril de 2012 se especuló que Mota podría fichar por Mediaset. Tras muchas noticias, el 17 de mayo de 2012, Mediaset España, el grupo que opera el canal Telecinco, confirmó el fichaje del cómico para nuevos proyectos en el grupo. Finalmente, José Mota abandonó RTVE tras 23 años y desde febrero de 2013 los nuevos sketches del humorista se emitirían en Telecinco bajo el título de La noche de José Mota.

## Actores y personajes
- José Mota
  - El tío la Vara.
  - Blasa Jiménez.
  - Tomás Rabero.
  - Facundo Collado "Fariseo".
  - La vieja'l visillo.
  - El Fumi de Morata.
  - Imitaciones diversas.
  - Resto de personajes principales.
- Chema Lorite
  - Varios personajes.
  - Coordinador de guion.
- Diana Pintado (1.ª temporada)
  - Varios personajes.
- Goyo Jiménez
  - Capitán Fanegas.
- Jaime Ordóñez
  - Cura de La vieja'l visillo.
  - Otros personajes.
- Raúl Cano (varios personajes).
- Luis Larrodera (como él mismo en Tu cara me suena).
- Mago More (Vecino, médico en "Enfermedades audiovisuales" y personajes varios).
- Marcos Ortiz (varios personajes).
- Miguel Fominaya (Tanino Correa) (director musical del programa).
- Paco Collado (El Aberroncho, narrador de El tío la Vara y varios personajes).
- Paco Fominaya (Carestia Correa) (director musical del programa).
- Patricia Rivas (varios personajes).
- Ramón Langa (narrador).
- Santiago Urrialde (varios personajes).
- Alberto Papa-Fragomén (varios personajes) (Guionista).
- Leo Harlem (Alarma Social).

## Episodios
| Temporada | Temporada | Programa             | Episodios | Estreno               | Final                 | Audiencia    | Audiencia | Cadena |
| Temporada | Temporada | Programa             | Episodios | Estreno               | Final                 | Espectadores | Cuota     | Cadena |
| --------- | --------- | -------------------- | --------- | --------------------- | --------------------- | ------------ | --------- | ------ |
|           | 1         | La hora de José Mota | 13        | 9 de enero de 2009    | 3 de abril de 2009    | 3 536 000    | 19,9%     | La 1   |
|           | 2         | La hora de José Mota | 13        | 15 de enero de 2010   | 16 de abril de 2010   | 3 902 000    | 21,7%     | La 1   |
|           | 3         | La hora de José Mota | 13        | 21 de octubre de 2011 | 10 de febrero de 2012 | 3 608 000    | 18,8%     | La 1   |